# Singapore Community Shield 2023
Der Singapore Community Shield 2023 war die 15. offizielle Ausspielung des Wettbewerbs und wurde am 19. Februar 2023 zwischen dem singapurischen Meister Albirex Niigata (Singapur) und dem singapurischen Pokalsieger Hougang United ausgetragen. Albirex Niigata gewann das Spiel im Jalan Besar Stadium mit 3:0.

## Spielstatistik
| Paarung                    | Albirex Niigata (Singapur) – Hougang United |
| Ergebnis                   | 3:0 (1:0) |
| Datum                      | 19. Februar 2023 um 17:00 Uhr |
| Stadion                    | Jalan Besar Stadium, Jalan Besar, Kallang |
| Schiedsrichter             | Jansen Foo Chuan Hui |
| Tore                       | 1:0 Seia Kunori (57.) 2:0 Shodai Yokoyama (71.) 3:0 Riku Fukashiro (74.) |
| Albirex Niigata (Singapur) | Hassan Sunny – Ryō Takahashi, Shunsaku Kishimoto, Koki Kawachi, Sho Fuwa, Asahi Yokokawa, Shuto Komaki (76. Tadanari Lee), Kaisei Ogawa, Shodai Yokoyama (85. Keito Hariya), Nicky Melvin Singh (50. Riku Fukashiro), Seia Kunori Cheftrainer: Kazuaki Yoshinaga ( Japan) |
| Hougang United             | Zaiful Nizam – Irwan Shah, Nazrul Nazari, Naoki Kuriyama, Kazuma Takayama, Zulfahmi Arifin, Kristijan Krajček, Ajay Robson (70. Sahil Suhaimi), Gabriel Quak (70. Amy Recha), Brian Ferreira, Hazzuwan Halim Cheftrainer: Firdaus Kassim                                  |
| Gelbe Karten               | Nicky Melvin Singh (48.), Riku Fukashiro (87.) – Brian Ferreira (41.), Nazrul Nazari (76.), Amy Recha (90.+1) |

### Auswechselspieler
| Auswechselspieler | Auswechselspieler |
| --- | --- |
| Albirex Niigata (Singapur) | Hougang United |
| - Riku Fukashiro ▲ (50.) - Tadanari Lee ▲ (76.) - Keito Hariya ▲ (85.) - Masaya Watanabe - Hyrulnizam Juma'at - Shakthi Vinayagavijayan - Yoshihiko Kobayashi - Junki Kenn Yoshimura - Kenji Austin | - Amy Recha ▲ (70.) - Sahil Suhaimi ▲ (70.) - Anders Aplin - Umar Akhbar - Amir Zalani - Zainol Gulam - Hariysh Krishnakumar - Iryan Fandi - Rauf Sanizal |